# コスター航空
コスター航空 (KOSTAR AIRLINES) は韓国の航空会社。

## 概要
2003年、デヤン航空として設立された。
2008年、不定期航空運送事業免許を申請した。蔚山広域市の蔚山空港を拠点に定期便就航予定である。世界的な経済状況の悪化、ウォン安の影響で就航を延期している。
2009年3月より就航する計画であった。
しかし、2014年2月現在、公式サイトは閉鎖され、就航していない。

## 就航計画路線
- 蔚山 - ソウル（金浦）
- 蔚山 - 済州

## 機材
- フォッカー 100 1機